# تل موند
تل موند (به لاتین: Tel Mond) یک منطقهٔ مسکونی در اسرائیل است که در center واقع شده‌است.